# Gunsetschoinei-Dazan

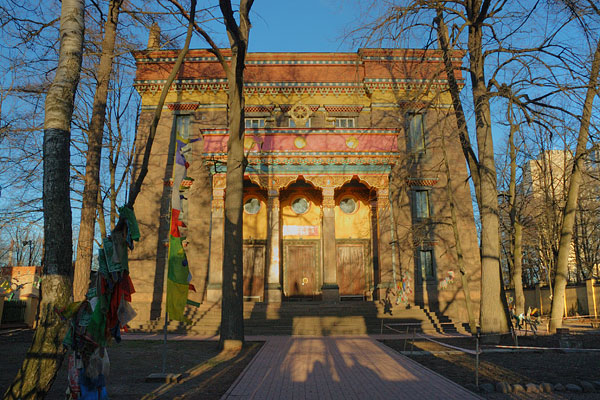
Gunsetschoinei-Dazan

Der Gunsetschoinei-Dazan (russisch Дацан Гунзэчойнэй, englisch Datsan Gunzechoinei) ist eine ausgedehnte buddhistische Tempelanlage in Sankt Petersburg, Russland und der nördlichste buddhistische Tempel in Russland.

## Geschichte
1910 wurden in Sankt Petersburg 186 Buddhisten gezählt. Die meisten der praktizierenden Buddhisten in Sankt Petersburg zu diesem Zeitpunkt waren Kalmücken und Burjaten, die nach Sankt Petersburg gezogen waren. Einige von ihnen setzten sich für die Einrichtung eines buddhistischen Tempels in Sankt Petersburg ein. Unterstützung bekamen sie sowohl von dem burjatischen Mönch Agvan Dorzhiev als auch von Thubten Gyatsho, dem 13. Dalai Lama. Dorzhiev weihte den Tempel ein und gab ihm seinen Namen, der im tibetischen Quelle der Heiligen Lehre (Dharma) des Buddhas, mitfühlend für alle Wesen bedeutet.
Die Russisch-Orthodoxe Kirche stellte sich gegen die Pläne der Errichtung eines buddhistischen Tempels in der Hauptstadt, die ab 1909 begann. Es kam zu Protesten gegen den Bau in Kiew, Irkutsk, Kasan und anderen Städten, die den Bau des Tempels erheblich verlangsamsten. Trotzdem wurde am 21. Februar 1913 die erste religiöse Feier in dem Tempel abgehalten. Zar Nikolaus II bestätigte die Einsetzung von neun Lamas, drei davon kamen aus burjatischen Gebieten, sechs aus kalmückischen Regionen. Am 10. August 1915 wurde der Bau eingeweiht.
1919 wurde der Tempel vorübergehend geschlossen und für die Rote Armee benutzt. Die dort aktiven Lamas verließen die Stadt. Wahrscheinlich ab 1922 wurde der Tempel zunächst wiederöffnet und entwickelte sich schnell zu einem Zentrum für ethnisch russische Buddhisten aus Sankt Petersburg sowie für kalmückische und burjatische Buddhisten und einige chinesische Wanderarbeiter, Finnen und Esten. Agvan Dorzhiev, residierte in einem Nebengebäude des Tempels.
Der Tempel blieb etwa zehn Jahre eröffnet. Die letzten religiösen Zeremonien fanden im Dezember 1993 zur Ehrung des verstorbenen 13. Dalai Lama (Thubten Gyatsho) statt. Es wurde jedoch weiter dort Unterricht gegeben und die Religion im Kleinen praktiziert. Im Mai und Juni 1935 kam es zu einer ersten Welle von Verhaftungen unter den Lamas des Dazans. Viele von ihnen wurden zu drei bis fünf Jahren Arbeit in Straflagern verurteilt. 1937 wurden die verbliebenen Lamas festgenommen und teilweise erschossen.
Ab 1989, beim Zerfall der Sowjetunion, wurde der Gunsetschoinei-Dazan wieder als Tempel verwendet. Als Dazan ist er gleichzeitig eine Lehrstätte des Buddhismus. Der Tempel wird von der tibetischen Gelug-Schule unterhalten.